# Horst Krumbach

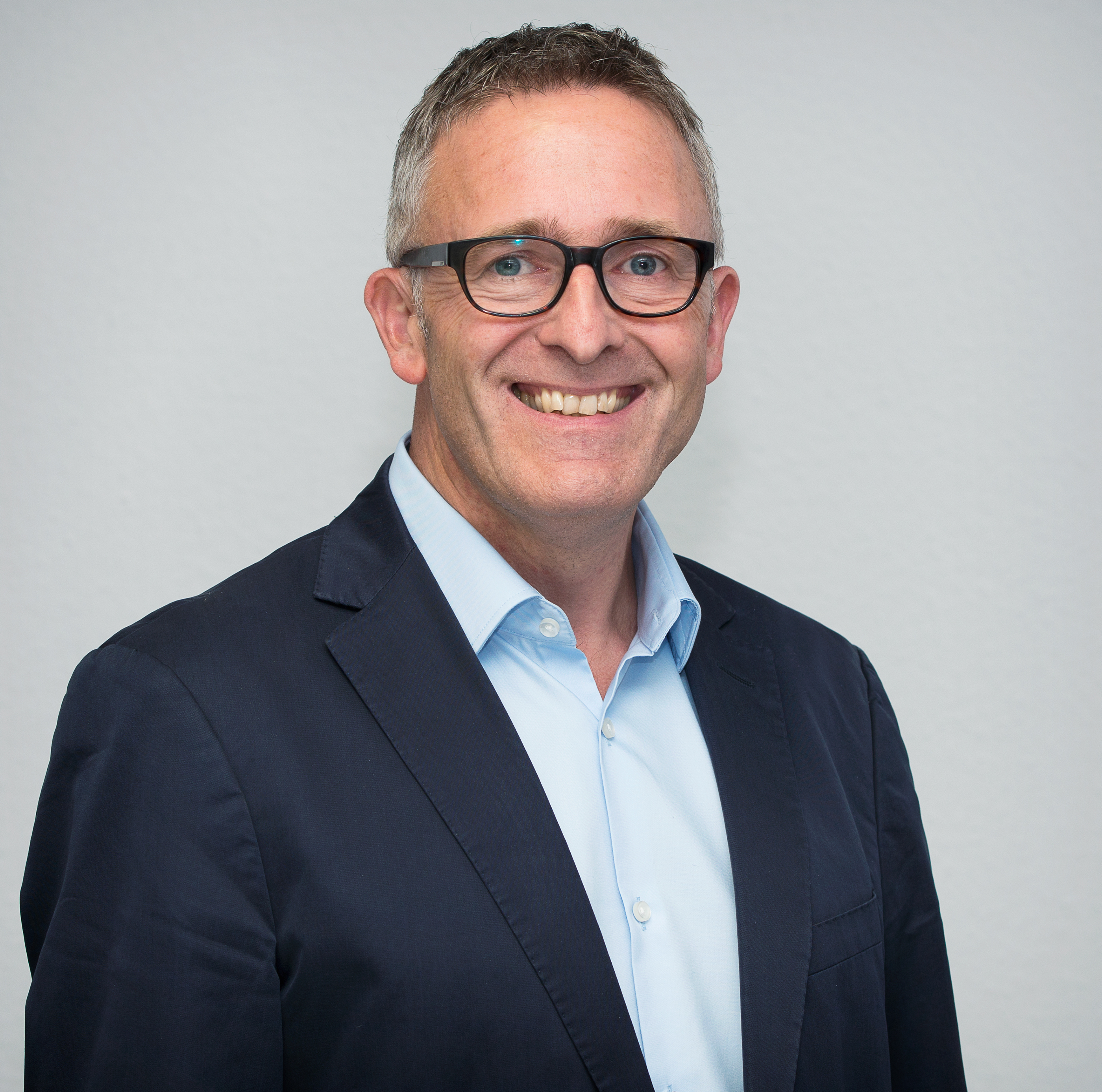
Horst M. Krumbach in 2017

Horst Krumbach (* 20. August 1964 in Aachen) ist Gründer der „Generationsbrücke Deutschland“ und einer der Begründer generationenverbindender Betreuungskonzepte zwischen Altenpflegeheimbewohnern und Kindern und Jugendlichen in Deutschland.

## Leben
Krumbach wuchs in Aachen auf und absolvierte nach dem Abitur zunächst seinen Militärdienst im Stabsdienst des Bundesministeriums der Verteidigung in Bonn. Anstelle eines Studiums entschied er sich dann für eine Berufslaufbahn als Bankkaufmann. Nach mehr als zehn Jahren in leitenden Funktionen fühlte er eine zunehmende Entfremdung, was zu einem beruflichen Neuanfang im sozialen Umfeld führte. 1996 begann er eine Tätigkeit im Aachener Altenpflegeheim „Marienheim“ der Katholischen Kirchengemeinde St. Donatus. 2004 übernahm er die Leitung und wurde am 1. Januar 2010 zum Vorstand der Katholischen Stiftung Marienheim Aachen-Brand berufen. Diese ist auch Träger der „Generationsbrücke Deutschland“, die er ebenfalls als Vorstand vertritt. Krumbach ist verheiratet und lebt mit seiner Frau in Aachen.
Die „Generationsbrücke Deutschland“ ist das erste generationenverbindende Sozialunternehmen Deutschlands. Sie initiiert, leitet und begleitet regelmäßige, langfristige Begegnungen zwischen Bewohnern von Altenpflegeeinrichtungen einerseits und Kindergarten- und Schulkindern/-jugendlichen andererseits. Ziel ist es, durch die Beschäftigung miteinander die Lebensqualität und -freude aller Beteiligten nachhaltig  zu erhöhen.
Im August 2012 nahm Krumbach im Auftrag der deutschen Bundesregierung als Experte bei der „Open-ended Working Group on Ageing“ der Vereinten Nationen (UN) in New York teil, um sein intergeneratives Konzept den Regierungsvertretern der UN-Mitgliedsstaaten zu präsentieren. Zusammen mit der ehemaligen Bundesfamilienministerin Ursula Lehr war er als Teilnehmer einer Podiumsdiskussion beim Bürgerfest des deutschen Bundespräsidenten Joachim Gauck im September 2012 in Berlin zu Gast. Im selben Jahr zeichnete ihn Bundeskanzlerin Angela Merkel in Berlin als Bundessieger von startsocial aus, einem bundesweiten Sozialwettbewerb unter ihrer Schirmherrschaft.
Krumbach ist Mitglied des „Responsible Leaders Netzwerks“ der Berliner BMW Foundation Herbert Quandt. 2014 wurde er als Fellow bei Ashoka aufgenommen, einer Organisation, die in ca. 70 Ländern Sozialunternehmer fördert, die sich innovativ, pragmatisch und langfristig für einen wesentlichen, positiven Wandel einer Gesellschaft einsetzen. Im Dezember 2014 erhielt Krumbach den Deutschen Engagementpreis in der Schwerpunktkategorie „Miteinander der Generationen“.

## Auszeichnungen
- 2010: Preisträger des „Transatlantischen Ideenwettberwerbs USable“ der Körber-Stiftung, Hamburg.
- 2011: Bundessieger von startsocial.[1]
- 2012: Preisträger des Young Leaders Award der BMW Stiftung Herbert Quandt.[2]
- 2012: Stifterpreis „Alt hilft Jung - Jung hilft Alt“ der Städteregion Aachen.[3]
- 2013: 1. Platz bei „Erfahrung entdeckt Entdecker 2012“ des Vereins Wege aus der Einsamkeit e.V, Hamburg.[4]
- 2013: 1. Platz beim Aspirin Sozialpreis der Bayer Cares Foundation, Leverkusen.[5]
- 2014: Aufnahme als Fellow bei Ashoka.[6][7]
- 2014: Deutscher Engagementpreis in der Schwerpunktkategorie „Miteinander der Generationen“.[8]